# Campionati mondiali di slittino su pista naturale 2021 - Singolo donne
La gara di singolo donne dei campionati mondiali di slittino su pista naturale 2021 si disputò il 13 febbraio 2021 presso l'impianto di Umhausen sulla lunghezza di due manche. Presero parte alla gara 26 atlete di 10 nazionalità differenti e 25 di queste portarono a termine entrambe le discese.
La detentrice del titolo è stata in grado di replicare la vittoria facendo segnare il miglior tempo di manche in entrambe le discese. Con un vantaggio di 1"24 ha chiuso davanti a Ekaterina Lavrent'eva mentre al terzo posto si è classificata Tina Unterberger.
Per Evelin Lanthaler si è trattato del terzo titolo mondiale nel singolo donne e la quinta medaglia iridata nella specialità.
L'Italia si è aggiudicata questa gara per la quarta volta consecutiva.

## Podio
| Pos.    | Atleta                | Nazione | Tempo   |
| ------- | --------------------- | ------- | ------- |
| Oro     | Evelin Lanthaler      | Italia  | 2'28"40 |
| Argento | Ekaterina Lavrent'eva | RLF     | 2'29"64 |
| Bronzo  | Tina Unterberger      | Austria | 2'30"61 |

## Programma
| Data             | Ora (UTC+1) | Turno     |
| ---------------- | ----------- | --------- |
| 13 febbraio 2021 | 11:30       | 1ª manche |
| 13 febbraio 2021 | 13:30       | 2ª manche |

## Situazione pre-gara

### Campionesse in carica
Evelin Lanthaler si presentava da campionessa iridata ed europea in carica, con già due titoli mondiali complessivamente all'attivo. Nelle ultime competizioni tra mondiali, europei e Coppa del Mondo aveva ottenuto ben 25 vittorie in 27 gare. Le due volte in cui non aveva vinto era stato in gare di Coppa del Mondo dove Greta Pinggera, campionessa del mondo 2017, aveva chiuso al primo posto.
Le campionesse in carica a livello mondiale ed europeo erano:
| Campionessa | Atleta                  | Tempo   | Data                              | Competizione  |
| ----------- | ----------------------- | ------- | --------------------------------- | ------------- |
| Mondiale    | Evelin Lanthaler Italia | 3'08"64 | 2–3 febbraio 2019 Lazfons, Italia | Mondiali 2019 |
| Europea     | Evelin Lanthaler Italia | 11"38   | 21 febbraio 2020 Mosca, Russia    | Europei 2020  |

### La stagione
Prima di questa gara, le competizioni di Coppa del Mondo avevano visto i seguenti risultati:
| Data             | Località         | Prima                   | Seconda                  | Terza                        |
| ---------------- | ---------------- | ----------------------- | ------------------------ | ---------------------------- |
| 17 dicembre 2020 | Obdach           | Evelin Lanthaler Italia | Greta Pinggera Italia    | Daniela Mittermair Italia    |
| 18 dicembre 2020 | Obdach           | Evelin Lanthaler Italia | Greta Pinggera Italia    | Michelle Diepold Austria     |
| 15 gennaio 2021  | Moso in Passiria | Evelin Lanthaler Italia | Greta Pinggera Italia    | Daniela Mittermair Italia    |
| 16 gennaio 2021  | Moso in Passiria | Evelin Lanthaler Italia | Greta Pinggera Italia    | Ekaterina Lavrent'eva Russia |
| 9 febbraio 2021  | Lasa             | Evelin Lanthaler Italia | Greta Pinggera Italia    | Tina Unterberger Austria     |
| 10 febbraio 2021 | Lasa             | Evelin Lanthaler Italia | Tina Unterberger Austria | Greta Pinggera Italia        |

## Risultati
Evelin Lanthaler si dimostra dominante lungo tutta la lunghezza del tracciato durante la prima manche rifilando meno di 1" solamente alla pluricampionessa mondiale Ekaterina Lavrent'eva, autrice della miglior prova stagionale. Tina Unterberger si piazza al terzo posto dopo la prima discesa confermando il buon piazzamento dell'ultima gara di Lasa tagliando il traguardo con un ritardo di 1"20 dalla leader. Greta Pinggera, col secondo miglior parziale a metà manche, perde terreno nella seconda parte di discesa chiudendo a quasi 2" dalla connazionale. La giovane Daniela Mittermair è appena davanti a lei a 1"89 da Evelin Lanthaler.
Nella manche decisiva, Greta Pinggera limita i danni nella parte conclusiva di manche, migliorando leggermente il suo crono. Anche la connazionale Mittermair migliora leggermente rispetto alla prima discesa e chiude con soli 0"02 di vantaggio. Michelle Diepold, quarta dopo la prima manche, accusa un po' troppo ritardo nella parte alta e si deve accontentare della sesta posizione finale, dopo aver peggiorato il proprio tempo di manche. Nella lotta per il podio, Tina Unterberger riesce a salvarsi in extremis conducendo un ottimo finale di gara, dopo aver registrato un discreto ritardo sull'italiana Mittermair a metà pista e si porta a casa la sua terza medaglia di bronzo iridata consecutiva. La russa Ekaterina Lavrent'eva migliora il proprio crono nella parte alta del tracciato salvo sprecare tutto nella parte bassa, pur rimanendo l'unica atleta in grado di scendere sotto l'1'15" insieme ad Evelin Lanthaler. La detentrice della Coppa del Mondo e delle medaglie d'oro europea e mondiale parte con lo stesso ritmo nella prima metà di pista, mentre nell'ultimo tratto finisce col perdere leggermente rispetto al suo primo crono, ma facendo segnare di nuovo il miglior tempo di manche si aggiudica il suo terzo titolo mondiale nel singolo donne.
| Pos. | Atleta                 | Nazione  | 1ª manche | 2ª manche | Totale  | Distacco |
| ---- | ---------------------- | -------- | --------- | --------- | ------- | -------- |
|      | Evelin Lanthaler       | Italia   | 1'13"82   | 1'14"58   | 2'28"40 |          |
|      | Ekaterina Lavrent'eva  | RLF      | 1'14"75   | 1'14"89   | 2'29"64 | +1"24    |
|      | Tina Unterberger       | Austria  | 1'15"02   | 1'15"59   | 2'30"61 | +2"21    |
| 4    | Daniela Mittermair     | Italia   | 1'15"71   | 1'15"51   | 2'31"22 | +2"82    |
| 5    | Greta Pinggera         | Italia   | 1'15"75   | 1'15"49   | 2'31"24 | +2"84    |
| 6    | Michelle Diepold       | Austria  | 1'15"66   | 1'15"83   | 2'31"49 | +3"09    |
| 7    | Nadine Staffler        | Italia   | 1'16"03   | 1'16"14   | 2'32"17 | +3"77    |
| 8    | Lisa Walch             | Germania | 1'16"29   | 1'16"15   | 2'32"44 | +4"04    |
| 9    | Riccarda Ruetz         | Austria  | 1'16"15   | 1'16"34   | 2'32"49 | +4"09    |
| 10   | Sara Bachmann          | Germania | 1'16"47   | 1'16"65   | 2'33"12 | +4"72    |
| 11   | Vanessa Markt          | Austria  | 1'16"56   | 1'16"80   | 2'33"36 | +4"96    |
| 12   | Daria Maleeva          | RLF      | 1'17"04   | 1'17"21   | 2'34"25 | +5"85    |
| 13   | Anastasiya Slyusar     | Ucraina  | 1'17"26   | 1'17"89   | 2'35"15 | +6"75    |
| 14   | Aleksandra Suvorova    | RLF      | 1'17"88   | 1'19"19   | 2'37"07 | +8"67    |
| 15   | Julia Plowy            | Polonia  | 1'19"26   | 1'18"24   | 2'37"50 | +9"10    |
| 16   | Michaela Niemetz       | Germania | 1'18"76   | 1'19"32   | 2'38"08 | +9"68    |
| 17   | Sarah Schiller         | Germania | 1'20"01   | 1'19"50   | 2'39"51 | +11"11   |
| 18   | Charlotte Marie Roche  | Francia  | 1'20"03   | 1'20"35   | 2'40"38 | +11"98   |
| 19   | Viktoriia Antoniuk     | Ucraina  | 1'21"48   | 1'22"76   | 2'44"24 | +15"84   |
| 20   | Klaudia Natalia Promny | Polonia  | 1'24"00   | 1'20"93   | 2'44"93 | +16"53   |
| 21   | Patricija Urbanc       | Croazia  | 1'22"45   | 1'22"72   | 2'45"17 | +16"77   |
| 22   | Nusa Subic             | Slovenia | 1'24"58   | 1'22"81   | 2'47"39 | +18"99   |
| 23   | Nina Stanic            | Serbia   | 1'24"34   | 1'24"48   | 2'48"82 | +20"42   |
| 24   | Paulina Lipinska       | Polonia  | 1'24"27   | 1'24"95   | 2'49"22 | +20"82   |
| 25   | Jana Milenovic         | Serbia   | 1'26"25   | 1'24"11   | 2'50"36 | +21"96   |
|      | Nika Nemec             | Slovenia | DNF       |           |         |          |